# 竹之郷
竹之郷（たけのごう）は、愛知県海部郡飛島村にある地名。現行行政地名は竹之郷1丁目から竹之郷9丁目まである。

## 地理
飛島村中央部に位置する。

## 学区
市立小・中学校に通う場合、学区は以下の通りとなる。また、公立高等学校に通う場合の学区は以下の通りとなる。
| 番・番地等 | 小学校           | 中学校           | 高等学校 |
| ---------- | ---------------- | ---------------- | -------- |
| 全域       | 飛島村立飛島学園 | 飛島村立飛島学園 | 尾張学区 |

## 交通

### 道路
- 愛知県道103号境政成新田蟹江線

## 施設
- 飛島村役場（北緯35度4分44秒 東経136度47分27.9秒 / 北緯35.07889度 東経136.791083度）
- 飛島村総合体育館（北緯35度4分45.8秒 東経136度47分30.7秒 / 北緯35.079389度 東経136.791861度）
- 飛島村敬老センター（北緯35度4分42.1秒 東経136度48分9.7秒 / 北緯35.078361度 東経136.802694度）

## その他

### 日本郵便
- 郵便番号 : 490-1436[1]（集配局：弥富郵便局[5]）。